# Uralasbest

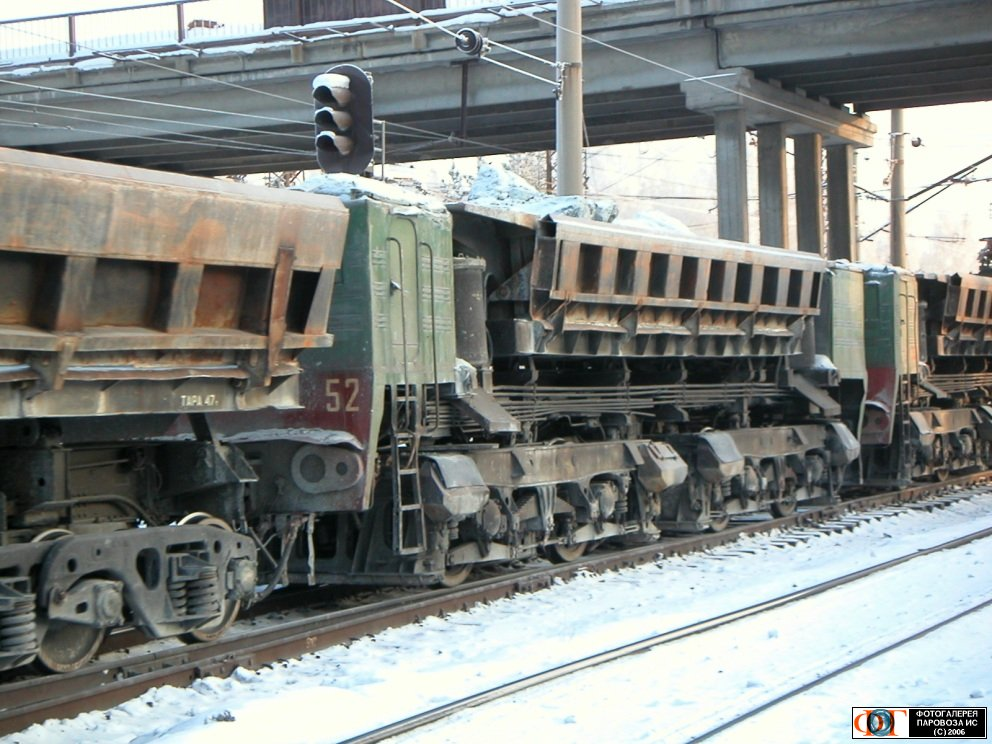
Waggons von Uralasbest

Uralasbest (russisch Ураласбест) ist ein russisches Unternehmen im Asbest-Bergbau.
Das Unternehmen fördert Chrysotil im Tagebau und ist nach eigenen Angaben für 41 % des in Russland geförderten Chrysotils und 21 % der weltweiten Fördermenge verantwortlich. 80 % des geförderten Materials gehen in den Export. Die russische Wirtschaftszeitschrift Expert stufte Uralasbest 2020 als eines der größten Unternehmen im Ural ein und gab den Jahresumsatz für 2020 mit rund 14 Milliarden Rubel an.
Uralasbest produziert neben Produkten auf Chrysotil-Basis für verschiedene Anwendungen auch Isolationsmaterialien auf Basis von Gabbro-Mineralwolle.